# Вологодский округ
Вологодский округ — административно-территориальная единица Северного края, существовавшая в 1929—1930 годах.
Вологодский округ Северного края был образован 15 июля 1929 года. В его состав вошла территория упразднённой 14 января 1929 года Вологодской губернии (за исключением Каргопольского и большей части Вельского уездов). Центром округа был назначен город Вологда.
Округ был разделён на 14 районов:
- Вожегодский
- Вологодский
- Грязовецкий
- Кокшенгский
- Кубено-Озерский
- Леденгский
- Свердловский
- Сямженский
- Толшменский
- Тотемский
- Усть-Кубинский
- Харовский
- Чёбсарский
- Шуйский.

30 июля 1930 года Вологодский округ, как и большинство остальных округов СССР, был упразднён. Его районы отошли в прямое подчинение Северного края.